# رايلي مكوسكر
رايلي شانون مكوسكر (بالإنجليزية: Riley Shannon McCusker)‏ هي لاعبة جمباز فني أمريكية ولدت في يوم 9 يوليو 2001 في كونيتيكت. أبرز إنجازاته هو فوزها بالميدالية الذهبية في بطولة العالم للجمباز الفني 2018 في الدوحة بمنافسة الفرق. كما فازت بأربعة ميداليات في الألعاب الأمريكية منها ميداليتين ذهبيتين.